# درختی شدن الکتریکی

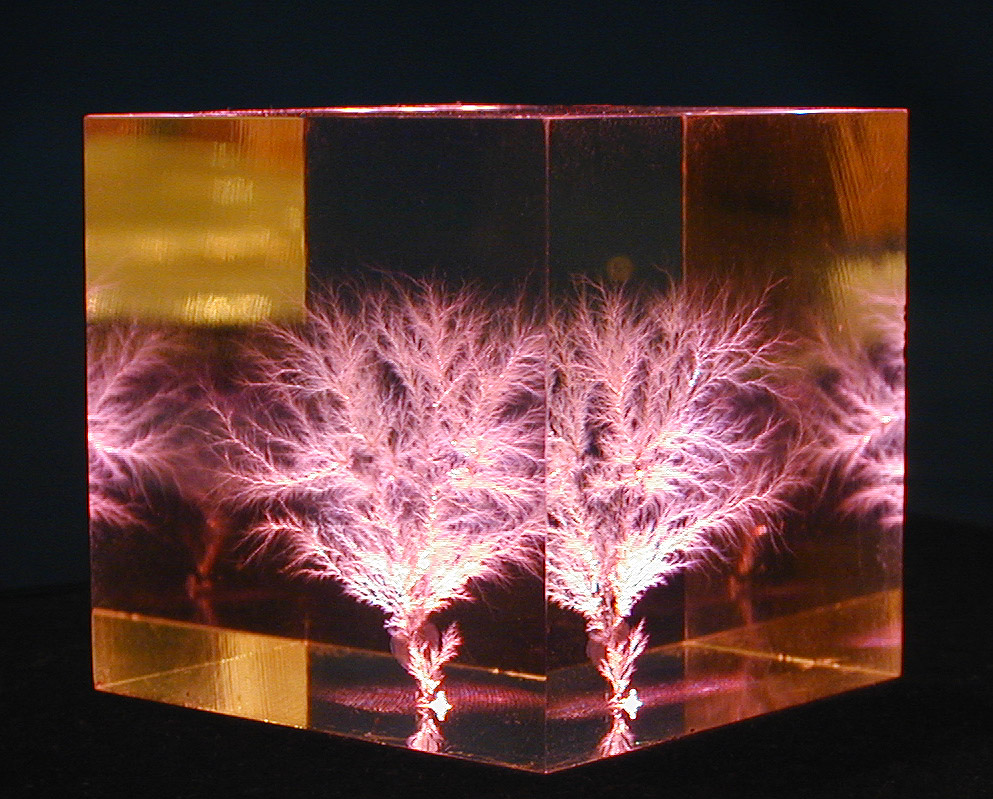
یک "درخت الکتریکی" سه بعدی(یا نقش لیختنبرگ) ، درون یک مکعب 1.5 اینچی پلی متیل متاکریلات (PMMA)

در مهندسی برق ، درختی شدن پدیده ای قبل از شکست الکتریکی عایق جامد است. این پدیده فرایندی مخرب است که به دلیل تخلیه های جزئی ایجاد شده و از طریق دی الکتریک تحت استرس، در مسیری شبیه شاخه های یک درخت پیشرفت می کند . درختی شدن عایق کابل های فشار قوی یکی از سازوکارهای متداول خرابی و از منابع خطا در کابل های زیرزمینی است.